# Climbing Mount Improbable
Climbing Mount Improbable is het zesde muziekalbum van de Nederlandse band US.

## Musici
- Jos en Ernest Wernars – alle instrumenten behalve
- Marijke Wernars –achtergrondzang
- Joris ten Eussens – slagwerk

## Composities
Allen van Jos Ernest, anders wanneer aangegeven:
1. The lesser of two evils
2. Climbing Mount Improbable
3. The scar (Ernest)
4. Song for the man in the monastery
5. The way we were